# Drets econòmics, socials i culturals
Els drets econòmics, socials i culturals són una part dels drets humans, classificats per Karel Vasak en la segona generació. Aquests drets són reconeguts i protegits en un grup de textos internacionals i regionals sobre drets humans.
El Tribunal d'Estrasburg i la majoria de la doctrina acadèmica reconeixen la dificultat per a diferenciar aquests drets dels drets civils per la impossibilitat d'establir una distinció categòrica.
Durant la Guerra freda els drets humans foren debatuts, donant cada bloc més pes a un grup de drets que altres. El bloc Soviètic li donava més pes al bloc dels drets socials i en el bloc occidental hi havia fins i tot persones que defenia que no s'establiren els drets socials com a drets humans.
La pràctica per part de les organitzacions internacionals que vetllen pel compliment d'aquests drets es troba amb una dificultat en la seua actuació per la falta de delimitació dels responsables del compliment.
Des de l'adopció del Pacte Internacional de Drets Civils i Polítics el 1996 es va plantejar l'establiment d'un mecanisme de denúncies individuals per protegir aquests drets. El 2004, la Comissió pels Drets Humans de les Nacions Unides ho replantejà sense èxit.